# Aleida Quintana
Aleida Quintana Ordaz (Querétaro, 1987) es una activista mexicana por los derechos humanos de formación antropóloga social. Se exilió a España por las presiones que recibió en su país por su activismo.

## Activismo
En 2012 empezó a denunciar las desapariciones ocurridas en el estado de Querétaro. Elaboró una base de datos de personas desaparecidas, las cuales eran "víctimas del tráfico de personas, feminicidios, explotación sexual, trabajo forzado, sicariado, mendicidad, trabajos domésticos y matrimonio forzado". Aleida descubrió que había más desapariciones que las que decían las fuentes oficiales. A partir de esta convicción fundó la organización T'ek'ei Grup Interdisciplinario por la Equidad. Esta organización se dedicaba a acompañar familiares de los desaparecidos e investigaba los casos que las autoridades apartaban, centrándose especialmente en los casos) de feminicidios. El gobierno negaba la existencia de tales crímenes, siendo muchos miembros del gobierno personas con lazos con el narcotráfico. Una parte del interés por tapar estos hechos es la voluntad por parte de los gobernantes del estado de Querétaro de no querer ensuciar la imagen de prosperidad económica del territorio, el cual tenía entonces un PIB de los más altos de México.
Por su activismo ha recibido amenazas, difamaciones e incluso hasta tres agresiones. En enero de 2018 fue agredida en represalia por destapar el encubrimiento hecho por las autoridades de actos criminales. Quintana se exilió de su país junto a su pareja, Fernando Valadez. Entraron al territorio español el mes de marzo con el programa de acogida de Amnistía Internacional.

## Reconocimientos
En 2015 recibió la Medalla Cecilia Loría Saviñón por su labor en defensa de los derechos humanos de las mujeres y su contribución en la lucha por la igualdad y la erradicación de la violencia.
En 2017 la Comisión de Igualdad de Género, Grupos Vulnerables y Discriminados de la LVIII Legislatura del estado de Querétaro entregó a Aleida la Medalla de Honor Sor Juana Inés de la Cruz como reconocimiento a su lucha por la igualdad sustantiva de género, con cuyas acciones ha contribuido a lograr un estado igualitario, garante de derechos y sobre todo basto en oportunidades, sin distinción de género.
Es responsable de la Campaña "Juntos nos cuidamos, previniendo la desaparición y la trata de personas", llevada a cabo con el apoyo de la Universidad Autónoma de Querétaro.